# Khướu lùn cánh xanh
Minla cyanouroptera là một loài chim trong họ Leiothrichidae.